# سیاست خارجی دولت جو بایدن
محور اصلی سیاست خارجی دولت جو بایدن بر ترمیم روابط بین‌الملل ایالات متحده متمرکز شده است. جو بایدن معتقد است که در دوران ریاست‌جمهوری دونالد ترامپ، روابط ایالات متحده و متحدانش دچار چالش‌های جدی شده است. هدف دولت بایدن این است که ایالات متحده را به موقعیت سابق خود یعنی «رهبری مورد اعتماد» در میان دموکراسی‌های جهان بازگرداند تا به چالش‌های ناشی از روسیه و چین رسیدگی کند. هم جو بایدن و هم وزیر دفاع ایالات متحده، لوید آستین بارها تاکید کرده‌اند که هیچ قدرت جهانی دیگری نباید از نظر نظامی و اقتصادی از ایالات متحده پیشی بگیرد.
جو بایدن از زمان روی کار آمدن خود به دنبال تقویت اتحاد فراآتلانتیک بین ایالات متحده و اروپا بوده است. او بار‌ها بر تعهد ایالات متحده به ناتو و امنیت جمعی تاکید کرده است. علاوه بر این، جو بایدن فرمان پیوستن دوباره ایالات متحده به توافقنامه آب و هوایی پاریس  را صادر کرد و سیاست‌های جدیدی را برای مقابله با تغییرات آب و هوایی اعلام کرده است. دولت بایدن تاکید زیادی بر همکاری‌های بین‌المللی در مبارزه با دنیاگیری کووید-۱۹ و همچنین تقویت قدرت دفاعی ایالات متحده در برابر حملات سایبری دارد.
سابقه گسترده جو بایدن در سیاست خارجی از جمله خدمت به عنوان رئیس و عضو ارشد کمیته روابط خارجی سنا به مدت دوازده سال، نقش بسیاری در فعالیت‌های دولت او داشته است. وی همچنین نقشی کلیدی در سیاست خارجی در دوران ریاست جمهوری اوباما ایفا کرد. دولت بایدن به حمایت از سیاست‌هایی ادامه می‌دهد که از اجماع دو حزبی برخوردار است، به‌ویژه آن‌هایی که مربوط به رقابت با چین و کاهش حضور نظامی ایالات متحده در خاورمیانه است.
اعضای کلیدی در تیم سیاست خارجی او، شامل آنتونی بلینکن، وزیر امور خارجه، لوید آستین، وزیر دفاع و جیک سالیوان، مشاور امنیت ملی هستند. در حالی که جو بایدن به خاطر رهبری‌اش در بسیج اعضای ناتو برای حمایت از اوکراین در برابر جنگ روسیه و اوکراین تحسین شده است، اما منتقدان او را به دلیل عدم تطابق بین اهدافش و منابع اختصاص داده شده در بودجه دفاعی، سیاست های تجاری، ثبات و حقوق‌بشر در خاورمیانه مورد سرزنش قرار می‌دهند.

## تیم سیاست خارجی
| اعضای تیم سیاست خارجی دولت جو بایدن | اعضای تیم سیاست خارجی دولت جو بایدن | اعضای تیم سیاست خارجی دولت جو بایدن |
| ----------------------------------- | ----------------------------------- | ----------------------------------- |
| معاون رئیس‌جمهور                     | هریس (۲۰۲۱–اکنون)                   | هریس (۲۰۲۱–اکنون)                   |
| رئیس دفتر رئیس‌جمهور                 | کلین (۲۰۲۱–۲۰۲۳)                    | زینتس (۲۰۲۳–اکنون)                  |
| وزیر امور خارجه                     | اسمیت (۲۰۲۱)                        | بلینکن (۲۰۲۱–اکنون)                 |
| وزیر دفاع                           | نورکوئیست (۲۰۲۱)                    | آستین (۲۰۲۱–اکنون)                  |
| سفیر ایالات متحده در سازمان ملل     | میلز (۲۰۲۱)                         | توماس گرینفیلد (۲۰۲۱–اکنون)         |
| اداره‌کننده اطلاعات ملی              | لورا شیائو (۲۰۲۱)                   | هینز (۲۰۲۱–اکنون)                   |
| اداره‌کننده سیا                      | کوهن (۲۰۲۱)                         | برنز (۲۰۲۱–اکنون)                   |
| مشاور امنیت ملی                     | سالیوان (۲۰۲۱–اکنون)                | سالیوان (۲۰۲۱–اکنون)                |
| قائم‌مقام مشاور امنیت ملی            | فاینر (۲۰۲۱–اکنون)                  | فاینر (۲۰۲۱–اکنون)                  |
| نماینده تجاری ایالات متحده آمریکا   | پاگان (۲۰۲۱)                        | تای (۲۰۲۱–اکنون)                    |

## آمریکا

### برزیل
روابط ایالات متحده و برزیل در دوران ریاست‌جمهوری جو بایدن دگرگونی‌های قابل توجهی داشته است. این تغییرات هم همکاری و مواضع مشترک و گاهی نیز اختلاف نظر در مورد موضوعات مختلف را منعکس می‌کند. دولت‌های پیشین در هر دو کشور روابط گرم و صمیمانه تری داشتند. رئیس‌جمهور سابق برزیل، ژائیر بولسونارو یک سیاستمدار راستگرا و پوپولیست و از متحدان دونالد ترامپ به‌شمار می‌رفت. با این حال، پس از پیروزی جو بایدن در انتخابات، تغییراتی در روابط آمریکا و برزیل ایجاد شد. چالش‌های بین دو کشور در ابتدا به دلیل اختلافات ایدئولوژیک دو رهبر و سپس تمجید بولسونارو از ترامپ و ادعاهای بی‌اساس او دربارهٔ مشروعیت انتخابات ریاست‌جمهوری ایالات متحده آمریکا به وجود آمد. علی‌رغم اختلافات، بایدن و بولسونارو هر دو تمایل خود را برای همکاری در زمینه تغییرات آب و هوایی و حفاظت از محیط زیست ابراز کردند.

پس از انتخابات سراسری برزیل و پیروزی لوئیس ایناسیو لولا داسیلوا، رئیس جمهور سابق و چپ‌گرا، روابط بین دو کشور دوباره بهبود یافت. در دیدار بین دو رهبر در فوریه ۲۰۲۳، بایدن و داسیلوا هر دو بر همکاری و گفتگو بین دو کشور تأکید کردند. جو بایدن تأکید کرد که تقویت ثبات، صلح و دموکراسی در برزیل همواره یک اولویت کلیدی برای ایالات متحده بوده است. 

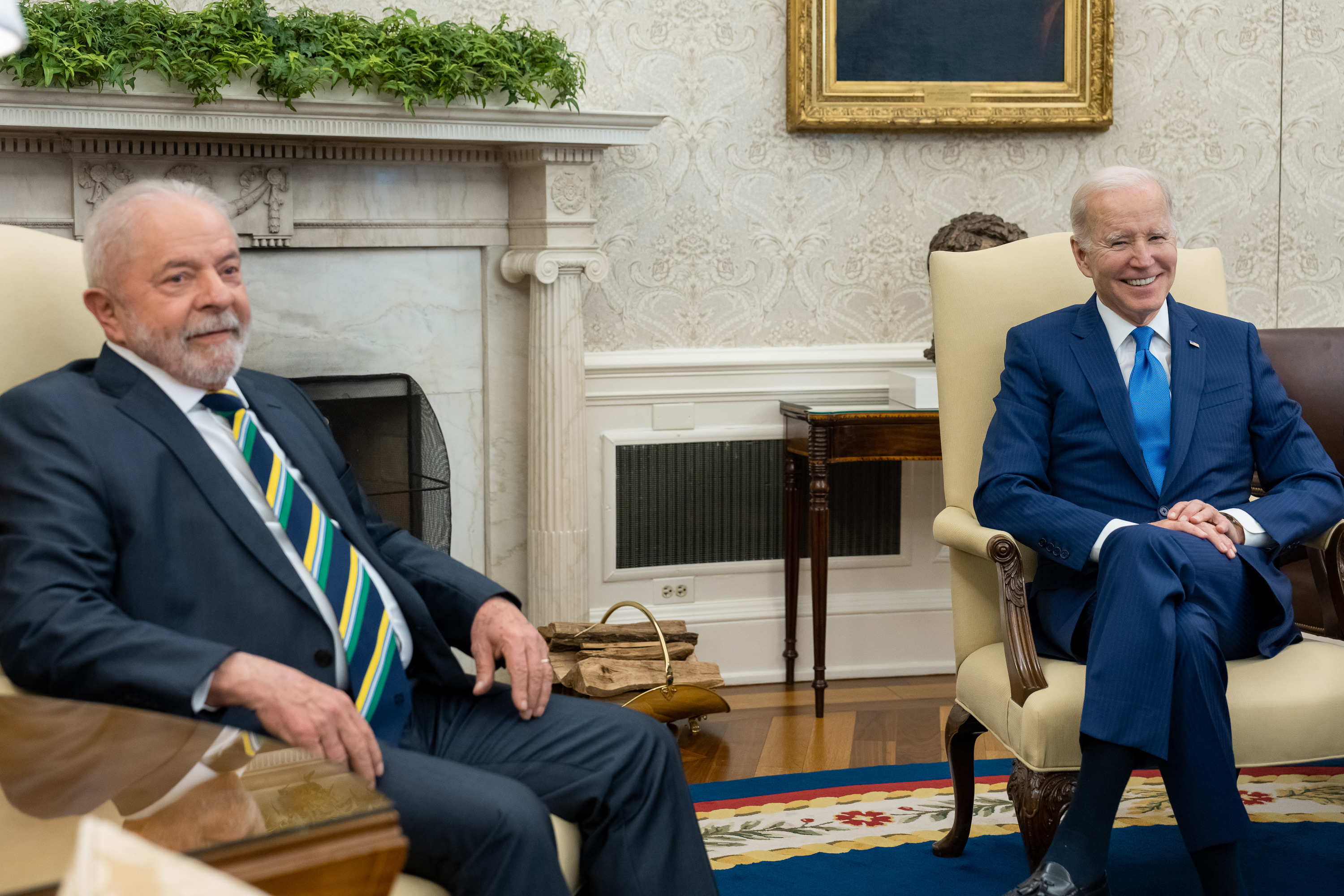
جو بایدن و رئیس‌جمهور برزیل لوئیس ایناسیو لولا داسیلوا، فوریه ۲۰۲۳

پرداختن به تغییرات آب و هوایی و حفاظت از محیط زیست، به ویژه جنگل بارانی آمازون به‌عنوان یک سیاست مشترک از سوی بایدن و داسیلوا اتخاذ شد. دولت داسیلوا متعهد به مبارزه با جنگل زدایی و دستیابی به «صفر جنگل زدایی» تا سال ۲۰۳۰ شده است. این اهداف زیست‌محیطی با اولویت‌های جو بایدن همسو هستند و راه‌های بالقوه‌ای را برای همکاری بین دو کشور ارائه می‌دهند.
با این وجود، اختلافاتی بین رهبران این دو کشور در مورد برخی مسائل مانند روابط با چین و تهاجم روسیه به اوکراین به وجود آمده است. رئیس‌جمهور داسیلوا در انتقاد آشکار از چین احتیاط نشان داده است، زیرا این کشور بزرگ‌ترین شریک تجاری برزیل است. علاوه بر این، برزیل تمایلی به حمایت کامل از درخواست‌های آمریکا برای مخالفت بیشتر با دخالت روسیه در جنگ اوکراین نشان نداده است.

### کانادا
نخستین تماس تلفنی بایدن با یک رهبر خارجی در ۲۲ ژانویه ۲۰۲۱ و با نخست‌وزیر کانادا، جاستین ترودو صورت گرفت. این تماس پس از اعلام بایدن مبنی بر لغو خط لوله کیستون انجام شد. بایدن توضیح داد که به وعده انتخاباتی خود عمل می‌کند و تصمیم دولت سابق اوباما را پیگیری می‌کند. او در عین حال اذعان کرد که این تصمیم برای کانادا سخت خواهد بود. از دیگر موضوعات مورد بحث دنیاگیری کووید-۱۹، بهبود روابط اقتصادی، تغییرات آب و هوایی و مسائل زیست‌محیطی، ناتو، مسائل بومیان آمریکا، و سایر روابط بین‌المللی بود. جن ساکی، دبیر مطبوعاتی کاخ سفید در نخستین نشست خبری خود اشاره کرد که تمرکز ایالات متحده بر روابط خارجی با دوستان و متحدان خود خواهد بودو او گفت: « تماس‌های اولیه جو بایدن با شرکا و متحدان ما خواهد بود. رئیس‌جمهور احساس می‌کند که بازسازی این روابط مهم است.»

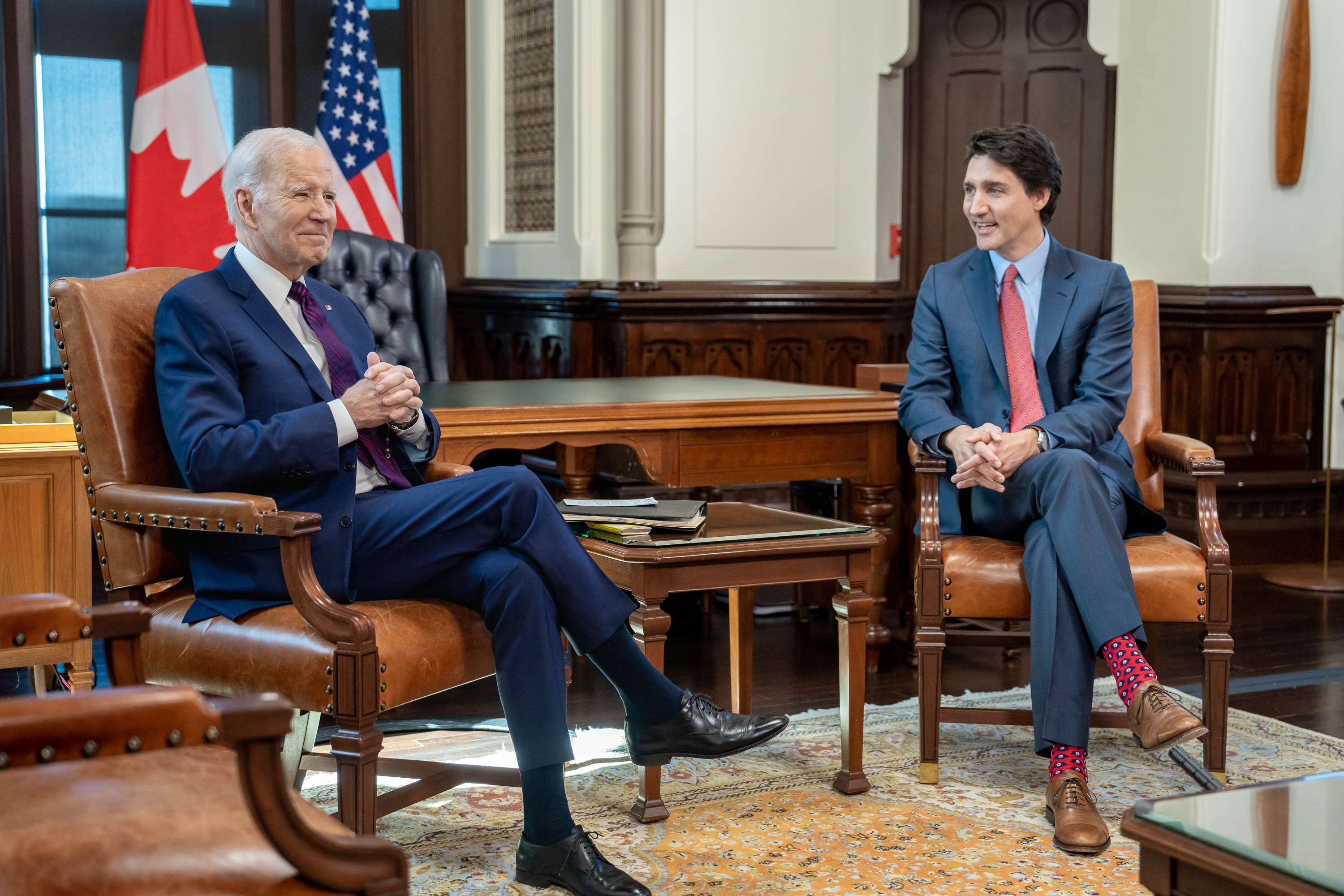
جو بایدن و نخست‌وزیر کانادا جاستین ترودو، مارس ۲۰۲۳

بایدن نخستین دیدار دوجانبه خود را با نخست‌وزیر ترودو در ۲۳ فوریه ۲۰۲۱ به صورت مجازی برگزار کرد. دو رهبر درمورد موضوعاتی مانند دنیاگیری کووید-۱۹، تغییرات آب و هوایی، بازداشت بازداشت مایکل اسپاور و مایکل کووریگ در چین، آینده فرماندهی دفاع هوافضای آمریکای شمالی، نژادپرستی و برابری جنسیتی گفتگو کردند.

#### یو اس ام سی ا
بایدن اذعان کرده است که یو اس ام سی ا که در دوران دولت ترامپ منعقد شد، بهتر از نفتا است.
در نوامبر ۲۰۲۱، بایدن میزبان اولین نشست «سه آمیگو» از سال ۲۰۱۶ بود. ترودو پیشنهاد اعتبار مالیاتی بایدن برای وسایل نقلیه الکتریکی را به نقض قوانین این قرارداد متهم کرد. تنش‌های اقتصادی ناشی از اقدامات حمایتی و مشوق‌های تجاری جو بایدن برای صنعت آمریکا به عنوان بخشی از کمپین «آمریکایی بخر»، از دیگر اختلاف نظرها میان اعضای این پیمان است.

### هائیتی
جو بایدن ترور جوونیل مویس، رئیس‌جمهور هائیتی در سال ۲۰۲۱ را محکوم کرد. او بعداً اعلام کرد که نیروهایی را برای محافظت از سفارت ایالات متحده در پورتو پرنس اعزام خواهد کرد. دولت هائیتی از ایالات متحده و همچنین سازمان ملل متحد و کانادا درخواست نیروهای بیشتری کرد، اما این درخواست رد شد.

### آمریکای مرکزی

#### نیکاراگوئه
دولت بایدن به سیاست ثابت آمریکا در حمایت از جامعه مدنی نیکاراگوئه، ادامه داده است.این سیاست با هدف مقابله با سرکوب‌های سیاسی، نقض حقوق بشر و فساد اتخاذ شده است. تلاش بسیار بحث‌برانگیز رئیس‌جمهور نیکاراگوئه، دانیل اورتگا برای کاهش خدمات و مزایای اجتماعی منجر به اعتراضات گسترده و سرکوب سیاستمداران مخالف، معترضان و مطبوعات شد. این اقدام دولت توسط کمیسیون بین‌المللی آمریکایی حقوق بشر و سازمان کشورهای آمریکایی مصداق جنایت علیه بشریت و نقض حقوق بشر شناخته شد.
دولت جو بایدن نگرانی عمیق خود را در مورد تشدید سرکوب‌ها در نیکاراگوئه ابراز کرد و از اورتگا خواست تا سیاست‌های خود را تغییر دهد. در نشست ۲۲ ژوئن ۲۰۲۱ شورای حقوق بشر سازمان ملل متحد، ایالات متحده به ۵۸ کشور دیگر پیوست و خواستار آزادی زندانیان سیاسی و استقرار دموکراسی در نیکاراگوئه شدند. در ۱۲ ژوئیه ۲۰۲۱، وزارت امور خارجه ایالات متحده محدودیت‌های صدور ویزا را برای ۱۰۰ نفر از اعضا و کارکنان مجلس قانونگذاری نیکاراگوئه و سیستم قضایی این کشور اعمال کرد. در بودجه سال ۲۰۲۲، جو بایدن ۱۵ میلیون دلار را برای کمک به مردم نیکاراگوئه اختصاص داد. در ۶ اوت ۲۰۲۱، وزارت امور خارجه برای ۵۰ نفر از اعضای خانواده مقامات رژیم نیکاراگوئه محدودیت صدور ویزا اعمال کرد. این اقدام در بحبوحه انتخابات سراسری نیکاراگوئه رخ داد.
لوایح متعددی نیز درباره روابط ایالات متحده و نیکاراگوئه و وضعیت دموکراسی و حقوق بشر به کنگره ایالات متحده ارائه شد.

#### مثلث شمالی

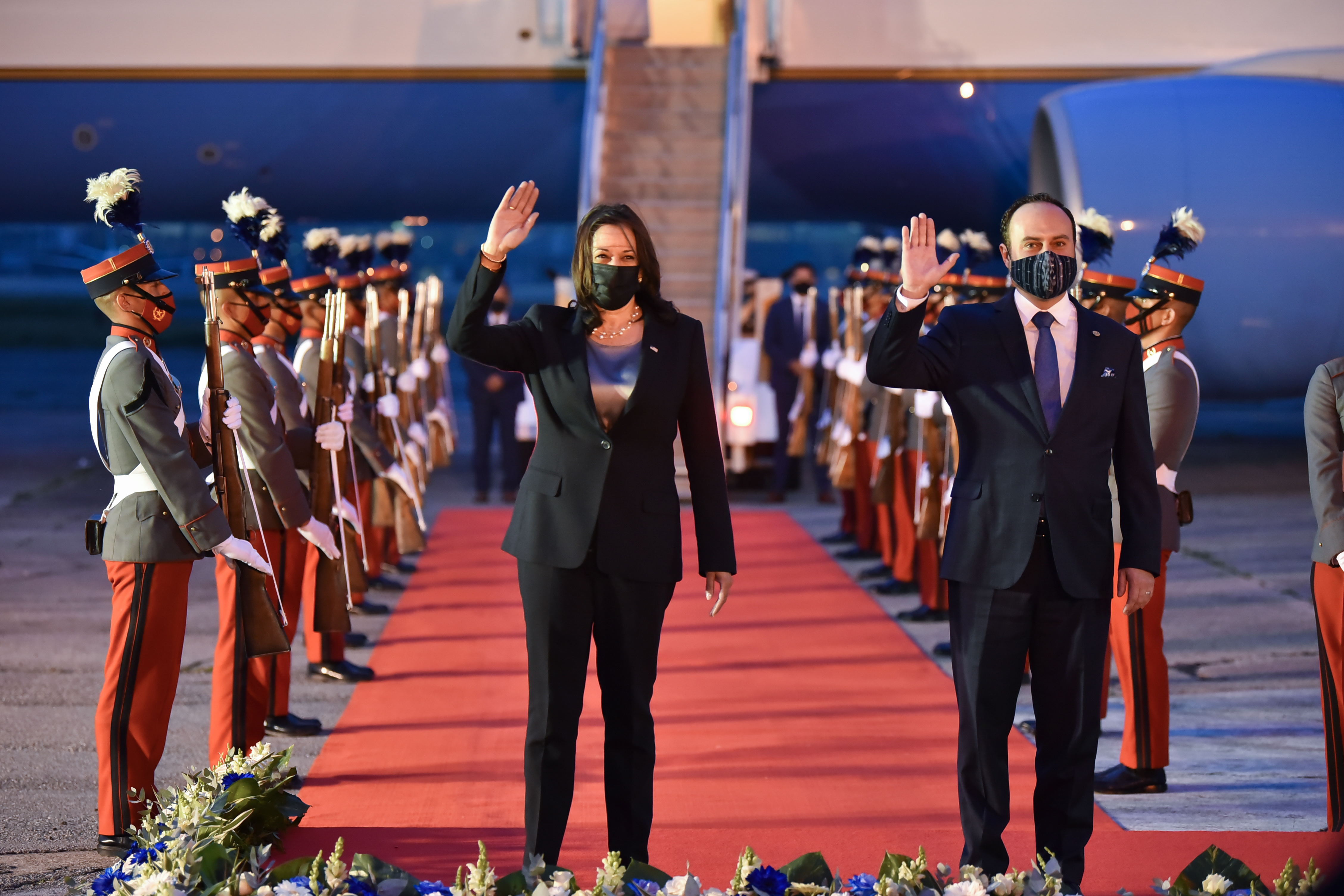
کامالا هریس در گواتمالا سیتی، گواتمالا، ژوئن ۲۰۲۱

مثلث شمالی به سه کشور آمریکای مرکزی یعنی هندوراس، السالوادور و گواتمالا اشاره دارد، که معمولاً به فقر، بی‌ثباتی سیاسی و خشونت‌های سازمان یافته و به عنوان عوامل محرک ساکنان قانونی و مهاجران غیرقانونی شناخته می‌شوند.
رئیس‌جمهور مکزیک، لوپز اوبرادور گفته است که جو بایدن متعهد شده است تا ۴ میلیارد دلار برای توسعه هندوراس، السالوادور و گواتمالا اختصاص دهد. آنتونی بلینکن، وزیر امور خارجه ایالات متحده، در ۶ فوریه گفت که توافقات با این سه کشور برای بازگرداندن پناهجویان به آن کشورها تا زمان رسیدگی به پرونده آنها به حالت تعلیق درآمده است.
معاون رئیس‌جمهور ایالات متحده، کامالا هریس به‌عنوان بخشی از نخستین سفر خارجی خود از گواتمالا بازدید کرد. در گواتمالاسیتی، او در یک کنفرانس مطبوعاتی مشترک با رئیس‌جمهور گواتمالا الخاندرو جیاماتی گفت: «من می‌خواهم با مردم منطقه که در فکر انجام سفری خطرناک به مرز ایالات متحده و مکزیک هستند، صادق باشم. این کار را انجام ندهید.

### پرو
جو بایدن به دلیل حمایت آشکار دولتش از رئیس‌جمهور پرو، دینا بولوارته، که دولتش به‌طور گسترده به‌عنوان اقتدارگرا توصیف شده است، مورد انتقادات گسترده قرار گرفته است.

### ونزوئلا
با توجه به بحران ونزوئلا، بایدن رویکرد دولت سابق را حفظ کرد و همچنان رهبر مخالفان خوان گوایدو را به‌عنوان رئیس‌جمهور قانونی ونزوئلا به رسمیت شناخت و از مذاکره مستقیم با رئیس‌جمهور نیکلاس مادورو امتناع کرد. وزارت امور خارجه ایالات متحده تأکید کرد که «مادورو یک دیکتاتور است» و نقض حقوق بشر در ونزوئلا، سرکوب مخالفان و فساد یک فاجعه انسانی تمام عیار ایجاد کرده است. دولت بایدن اعلام کرد که برای لغو تحریم‌ها علیه ونزوئلا عجله نخواهد کرد اما اگر مادورو «گام‌های جدی» برای مذاکره با مخالفان بردارد، کاهش تحریم‌ها را در نظر می‌گیرد. دولت بایدن به حمایت از ارسال کمک‌های بشردوستانه به ونزوئلا ادامه داد. در اوایل مارس ۲۰۲۱، دولت بایدن وضعیت اقامتی ویژه‌ای را برای یک دوره ۱۸ ماهه به ونزوئلایی‌هایی که قبلاً در ایالات متحده زندگی می‌کردند و از ونزوئلا به دلیل فروپاشی اقتصادی و سرکوب فرار کرده بودند، اعطا کرد.

## سازمان‌های بین‌المللی و سیاست‌های جمعی

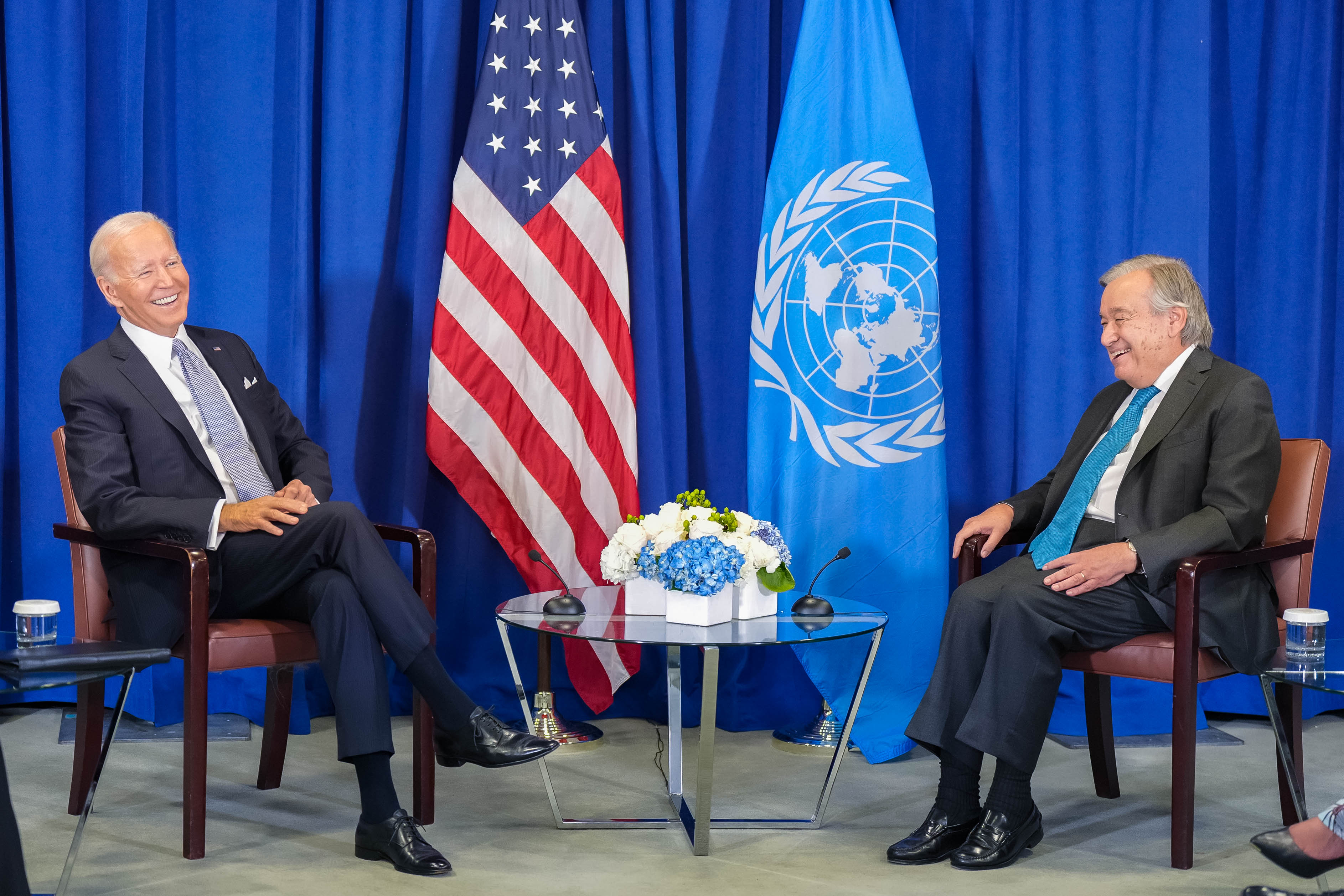
دیدار جو بایدن با دبیرکل سازمان ملل متحد، آنتونیو گوترش در سپتامبر ۲۰۲۲.

مطابق با وعده‌های انتخاباتی او، جو بایدن عضویت ایالات متحده را در چندین سازمان و توافقنامه چندجانبه به پیش از دوران ریاست‌جمهوری دونالد ترامپ بازگرداند.

### حقوق بشر
در اوایل فوریه ۲۰۲۱، بلافاصله پس از روی کار آمدن دولت جو بایدن، وی ایالات متحده را به شورای حقوق بشر سازمان ملل متحد (که دولت ترامپ در سال ۲۰۱۸ از آن خارج شد) بازگرداند. بایدن به وزارت امور خارجه دستور داد که «فوراً و قویاً دوباره با شورای حقوق بشر سازمان ملل متحد تعامل کند.» آنتونی بلینکن، وزیر امور خارجه ایالات متحده، گفت: «بهترین راه برای بهبود جایگاه شورا تا بتواند به پتانسیل و جایگاه خود دست یابد، از طریق رهبری قوی و اصولی ایالات متحده است.»
بایدن همچنین سیاست مکزیکو سیتی را لغو کرد. این سیاست که برای اولین بار در زمان ریگان اتخاذ شد و دامنه آن در دوران دونالد ترامپ گسترش یافت، به‌طور متناوب در دولت‌های جمهوری‌خواه اجرا و در دولت‌های دموکرات لغو می‌شود. لغو این قانون توسط جو بایدن مورد استقبال پزشکان بدون مرز و عفو بین‌الملل قرار گرفت. بایدن همچنین ایالات متحده را از اعلامیه اجماع ژنو، یک اعلامیه ضد سقط جنین است و ایالات متحده در دوران دونالد ترامپ به آن ملحق شده بود، خارج کرد و کمک مالی به صندوق جمعیت سازمان ملل متحد را از سر گرفت.

### دنیاگیری کووید-۱۹ و سلامت جهانی
بایدن در نخستین روز ریاست‌جمهوری خود با صدور یک فرمان اجرایی، فرایند خروج ایالات متحده از سازمان بهداشت جهانی را که در دوران دونالد ترامپ آغاز شده بود، متوقف کرد. بایدن همچنین آنتونی فائوچی، دانشمند ارشد بیماری‌های عفونی، را به‌عنوان رئیس هیئت نمایندگی ایالات متحده در سازمان جهانی بهداشت منصوب کرد. ایالات متحده بزرگ‌ترین تأمین کننده مالی سازمان جهانی بهداشت است و تقریباً یک پنجم بودجه سالانه خود را تأمین می‌کند. فائوچی اظهار داشت که ایالات متحده به تعهدات مالی ۴۰۰ و ۵۰۰ میلیون دلاری خود در سال عمل خواهد کرد و مجدداً به چارچوب جهانی کوواکس برای واکسیناسیون افراد در کشورهای کم درآمد می‌پیوندد.
بایدن ممنوعیت‌های مسافرتی مرتبط با کووید-۱۹ را تمدید کرد و اتباع غیرآمریکایی را از چندین بخش از جهان، از جمله منطقه شنگن، ایرلند، بریتانیا و برزیل، از ورود به ایالات متحده منع کرد. این ممنوعیت‌ها ابتدا توسط ترامپ اعمال شده بود، اما ترامپ قبل از ترک ریاست‌جمهوری دستور داده بود که این ممنوعیت‌ها در ۲۶ ژانویه ۲۰۲۱ منقضی شود. یک روز قبل از منقضی شدن ممنوعیت‌های سفر، بایدن آنها را تمدید کرد و همچنین آفریقای جنوبی را به فهرست این کشورها اضافه کرد. ممنوعیت ورود اتباع چینی و ایرانی نیز همچنان پابرجا باقی ماند.

### گروه هفت

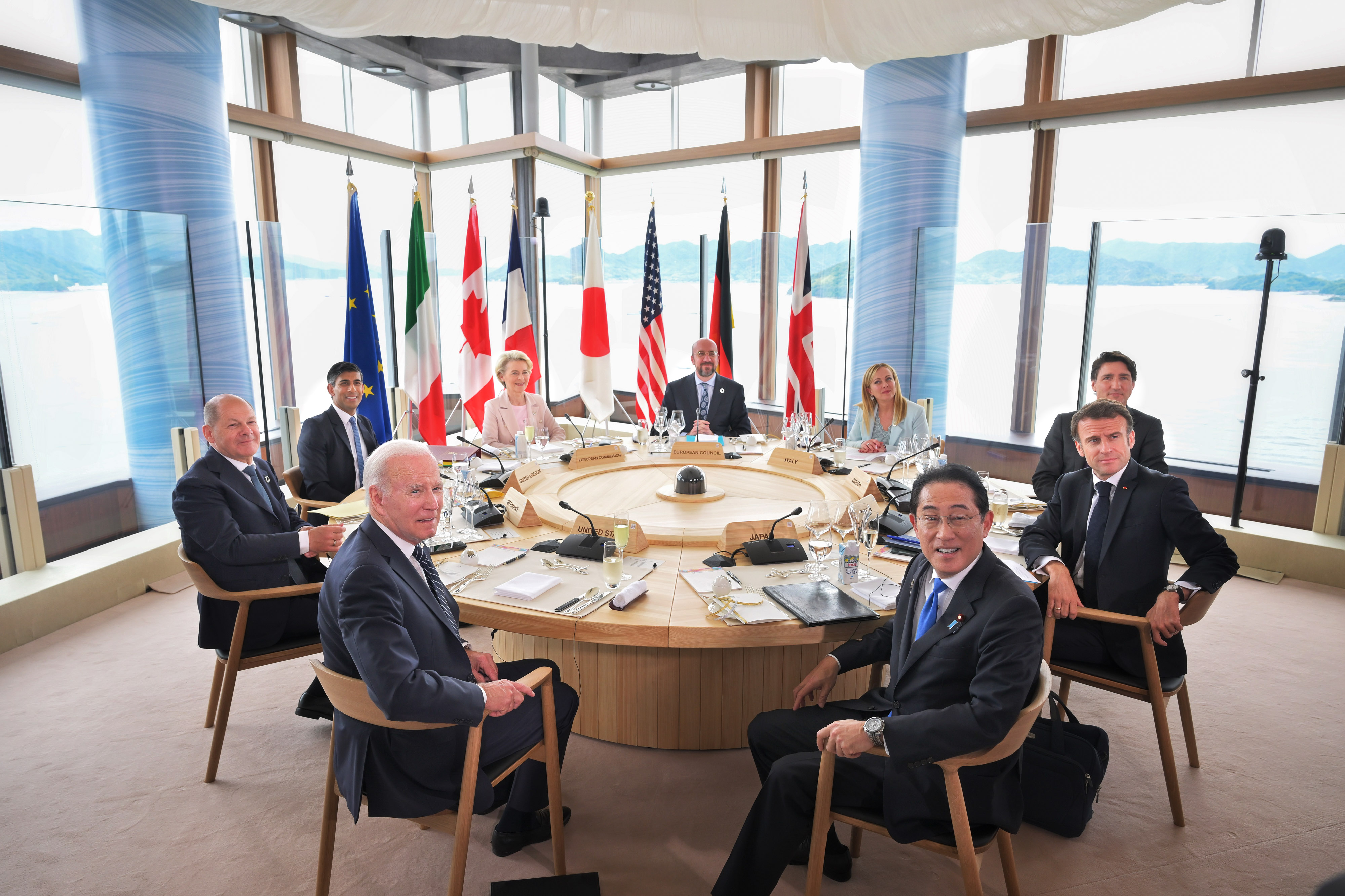
جو بایدن و رهبران گروه هفت در مه ۲۰۲۳

در ۱۹ فوریه ۲۰۲۱، اعضای گروه هفت به رهبری بوریس جانسون یک نشست مجازی برگزار کردند. جو بایدن پانزده دقیقه سخنرانی کرد و با پایان دادن به سیاست «اول آمریکا» ترامپ اعلام کرد که «آمریکا بازگشته است». بایدن در این نشست بر تهدیدات چین به ویژه در زمینه امنیت سایبری و فناوری تأکید کرد.
بایدن در ژوئن ۲۰۲۱ در چهل و هفتمین اجلاس گروه هفت در بریتانیا شرکت کرد. او در این نشست با بوریس جانسون، جاستین ترودو، یوشیهیده سوگا، امانوئل مکرون، آنگلا مرکل، ماریو دراگی، اورسولا فون در لاین و شارل میشل دیدار کرد. بایدن در این سفر در قلعه ویندزور در ۱۳ ژوئن با ملکه الیزابت دوم نیز دیدار کرد. در مذاکرات اجلاس سران گروه هفت، رهبران این گروه دربارهٔ دنیاگیری کووید-۱۹، اقدامات زیست‌محیطی و چگونگی مقابله با تهدیدات چین بحث و گفتگو کردند.

### محیط زیست و انرژی

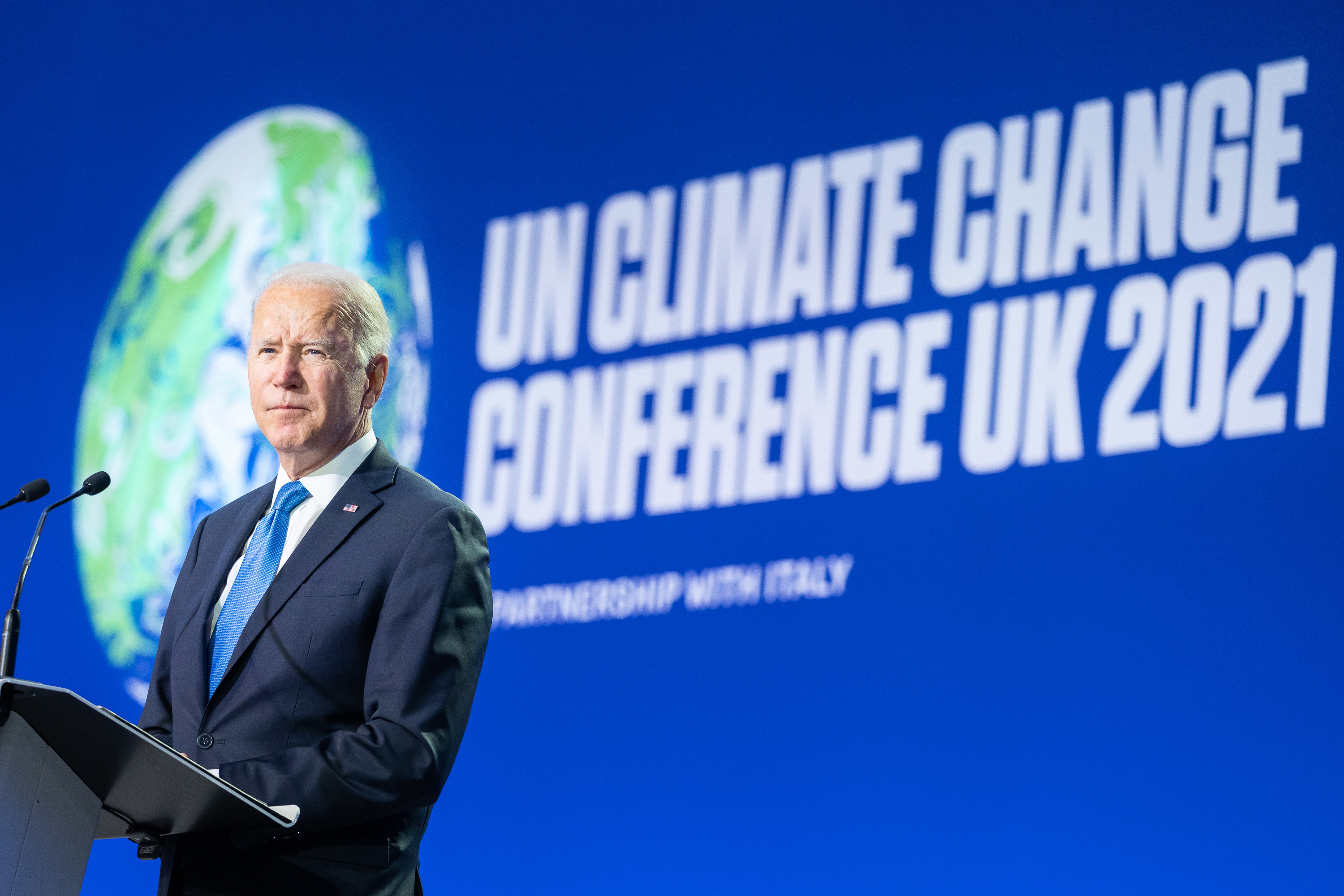
جو بایدن در کنفرانس تغییرات اقلیمی سازمان ملل متحد در گلاسگو، اسکاتلند، نوامبر ۲۰۲۱.

در ژانویه ۲۰۲۱، بایدن اظهار داشت که پرداختن به تغییرات آب و هوایی «یک اصل اساسی سیاست خارجی و امنیت ملی ایالات متحده است.»
در فوریه ۲۰۲۱، بایدن فرمانی اجرایی برای پیوستن مجدد ایالات متحده به توافق پاریس را امضا کرد. این توافقنامه در سال ۲۰۱۵ و با هدف مقابله با تغییرات آب و هوایی و انتشار گازهای گلخانه‌ای به وجود آمد. در نوامبر ۲۰۲۱، بایدن در کنفرانس تغییرات آب و هوایی سازمان ملل متحد در گلاسگو شرکت کرد و اظهار داشت که «ما فقط یک پنجره کوتاه پیش روی خود داریم. ما باید جاه‌طلبی‌های خود را افزایش دهیم و منابع انرژی تجدیدپذیر روی بیاوریم.»
در نوامبر ۲۰۲۱، ایالات متحده با چین، هند، ژاپن، بریتانیا و کره جنوبی برای آزادسازی نفت از ذخایر استراتژیک نفت همراه شد تا قیمت‌ها را در بازار جهانی کاهش دهد.
در دسامبر ۲۰۲۱، دولت بایدن کمک‌های مالی فدرال به پروژه‌های اکتشاف و استخراج سوخت فسیلی در خارج از کشور را متوقف کرد.
در اوت ۲۰۲۲، جو بایدن قانون کاهش تورم را امضا کرد. تحلیلگران سیاست‌های زیست‌محیطی مانند آنا مک گین در اندیشکده آمریکایی موسسه مطالعات محیط زیست و انرژی اقدام سیاست صنعتی سبز از سوی ایالات متحده با هدف کمک به حفظ تعهدات این کشور در توافق پاریس را مورد ستایش قرار دادند، اما برخی از آن به دلیل اختصاص ندادن کمک‌اقتصادی خارجی و همچنین ناتوانی در ایجاد یک استراتژی ملی آب و هوایی منسجم انتقاد کردند. جیسون بوردوف در صندوق بین‌المللی پول از سیاست‌های ایالات متحده برای ورود به یک جنگ تجاری بالقوه انتقاد کرد. این سیاست های اعمال شده توسط نماینده تجاری ایالات متحده، کاترین تای، از سوی اندیشکده مرکز مطالعات استراتژیک بین‌المللی و دانشمندان علوم سیاسی مانند جیاچن شی به‌عنوان اقدامات متقابل استراتژیک با هدف مقابله با چین شناخته شدند.

## سلاح‌های هسته‌ای
جو بایدن در طول مبارزات انتخاباتی ریاست جمهوری در سال ۲۰۲۰، اعلام کرد که از یک سیاست هسته‌ای بازدارنده و سیاستی که به موجب آن ایالات متحده فقط برای دفاع از خود از سلاح هسته‌ای استفاده کند، حمایت خواهد کرد. با این حال، بازبینی سیاست‌های هسته‌ای ایالات متحده در ۲۰۲۲ با این وعده او ناسازگار بود.